# قلعة ساربان
قلعة ساربان هي قرية في مقاطعة أصفهان، إيران. عدد سكان هذه القرية هو 189 في سنة 2006.